# 庭田亜樹子
庭田 亜樹子（にわた あきこ、1984年9月12日 - ）は、大阪府出身の元女子サッカー選手。元サッカー日本女子代表。現役時代のポジションはミッドフィールダー。

## 来歴
2000年から地元・大阪のクラブ、スペランツァFC高槻でプレー。2007年に浦和レッドダイヤモンズ・レディースに移籍。2009、2010 日本女子サッカーリーグでは、ベストイレブンにも選出された。2012年の終わりにに引退した。
日本代表では2002 FIFA U-19女子世界選手権に臨むU-20サッカー日本女子代表に選出された。日本は準々決勝でドイツに延長戦の末敗れた。庭田は全4試合に出場した。2003年3月19日、20歳の時にタイ代表との試合でサッカー日本女子代表デビューし、9-0で勝利した。日本代表での出場はこの1試合のみだった。

## 代表歴
- 2003年3月19日 - A代表初出場 - タイ戦

### 出場大会など
- 2002 FIFA U-19女子世界選手権（ベスト8）

### 試合数
- 国際Aマッチ 1試合（2003）

| 日本代表 | 国際Aマッチ | 国際Aマッチ |
| 年       | 出場        | 得点        |
| -------- | ----------- | ----------- |
| 2003     | 1           | 0           |
| 通算     | 1           | 0           |

### 出場
| # | 開催日         | 開催地   | 会場 | 相手 | 結果 | 監督     | 大会         |
| - | -------------- | -------- | ---- | ---- | ---- | -------- | ------------ |
| 1 | 2003年03月19日 | バンコク |      | タイ | ○9-0 | 上田栄治 | 国際親善試合 |

## 獲得タイトル
- 2009、2010 日本女子サッカーリーグ・ベストイレブン